# Jean-Jacques de Peretti
Jean-Jacques de Peretti (ur. 21 września 1946 w Clermont-Ferrand) – francuski polityk i samorządowiec, parlamentarzysta i minister.

## Życiorys
Ukończył w Paryżu studia z zakresu prawa publicznego i nauk politycznych. Na początku lat 70. pracował w Hudson Institute Hermana Kahna. Zaangażował się w działalność polityczną w ramach ugrupowań gaullistowskich. W latach 1972–1976 pracował w administracji rządowej, m.in. w gabinecie premiera Pierre’a Messmera. Następnie przez dziesięć lat związany z sektorem prywatnym, był zatrudniony w IBM, gdzie pełnił funkcję doradcy prezesa europejskiej filii koncernu.
W 1986 premier Jacques Chirac powierzył mu stanowisko swojego doradcy. Następnie od 1988 do 1997 w strukturach Zgromadzenia na rzecz Republiki pełnił funkcję sekretarza krajowego i zastępcy sekretarza generalnego. W 1989 wybrany na mera Sarlat-la-Canéda (reelekcja w 1995, 2001, 2007, 2008, 2014 i 2020). W 1992 został radnym regionu Akwitania i departamentu Dordogne.
W 1993 wybrany na posła do Zgromadzenia Narodowego X kadencji. W maju 1995 premier Alain Juppé powierzył mu urząd ministra do spraw terytoriów zamorskich. W listopadzie tegoż roku w jego drugim rządzie stanowisko to obniżono do rangi ministra delegowanego przy premierze. Funkcję tę Jean-Jacques de Peretti pełnił do czerwca 1997.
Po odejściu z rządu prowadził własną działalność w branży konsultingowej. W 2002 ze swoją partią współtworzył Unię na rzecz Ruchu Ludowego. W 2006 powołany na wyższe stanowisko urzędnicze w Radzie Stanu.
Odznaczony Kawalerią Legii Honorowej (2006).